# Micrasema burksi
Micrasema burksi är en nattsländeart som beskrevs av Ross och Unzicker 1965. Micrasema burksi ingår i släktet Micrasema och familjen bäcknattsländor. Inga underarter finns listade i Catalogue of Life.